# إد واترس
إد واترس (بالإنجليزية: Ed Waters)‏ هو كاتب أمريكي، ولد في 23 سبتمبر 1930 في نيويورك في الولايات المتحدة، وتوفي في 30 أكتوبر 2004 في سانتا مونيكا في الولايات المتحدة.

## وصلات خارجية
- إد واترس على موقع IMDb (الإنجليزية)
- إد واترس على موقع قاعدة بيانات الفيلم (الإنجليزية)